# 에린 카플럭
에린 카플럭(Erin Karpluk, 1978년 10월 17일 ~ )은 캐나다의 배우이다.

## 출연 작품
- 리저너블 다우트 (2014)
- 아웃 오브 리치 (2013)
- 월스트리트: 분노의 복수 (2013)
- 라이프 언익스펙티드 (2010)
- 미세스 미라클 (2009)
- 쥬라기 프레데터 (2009)
- 트라이얼 바이 파이어 (2008)
- 비잉 에리카 (2008)
- 타임 트랙 (2007)
- 리얼리티 오브 러브 (2004)
- 이브의 크리스마스 (2004)
- 리퍼 2 (2004)
- 게드 전기: 어스시 마법사 (2004)
- 진도 10.5 미국 침몰 (2004)
- 배틀스타 갤럭티카 (2003)